# Тохен
Тохен (англ. Tohen, сомал. Tooxin, араб. طوهآن‎)  — посёлок, расположенный на побережье Индийского океана на северо-востоке Сомали. Тохен расположен в автономном районе Пунтленд, находится в 6 милях к югу от мыса Гвардафуй и Аденского залива.

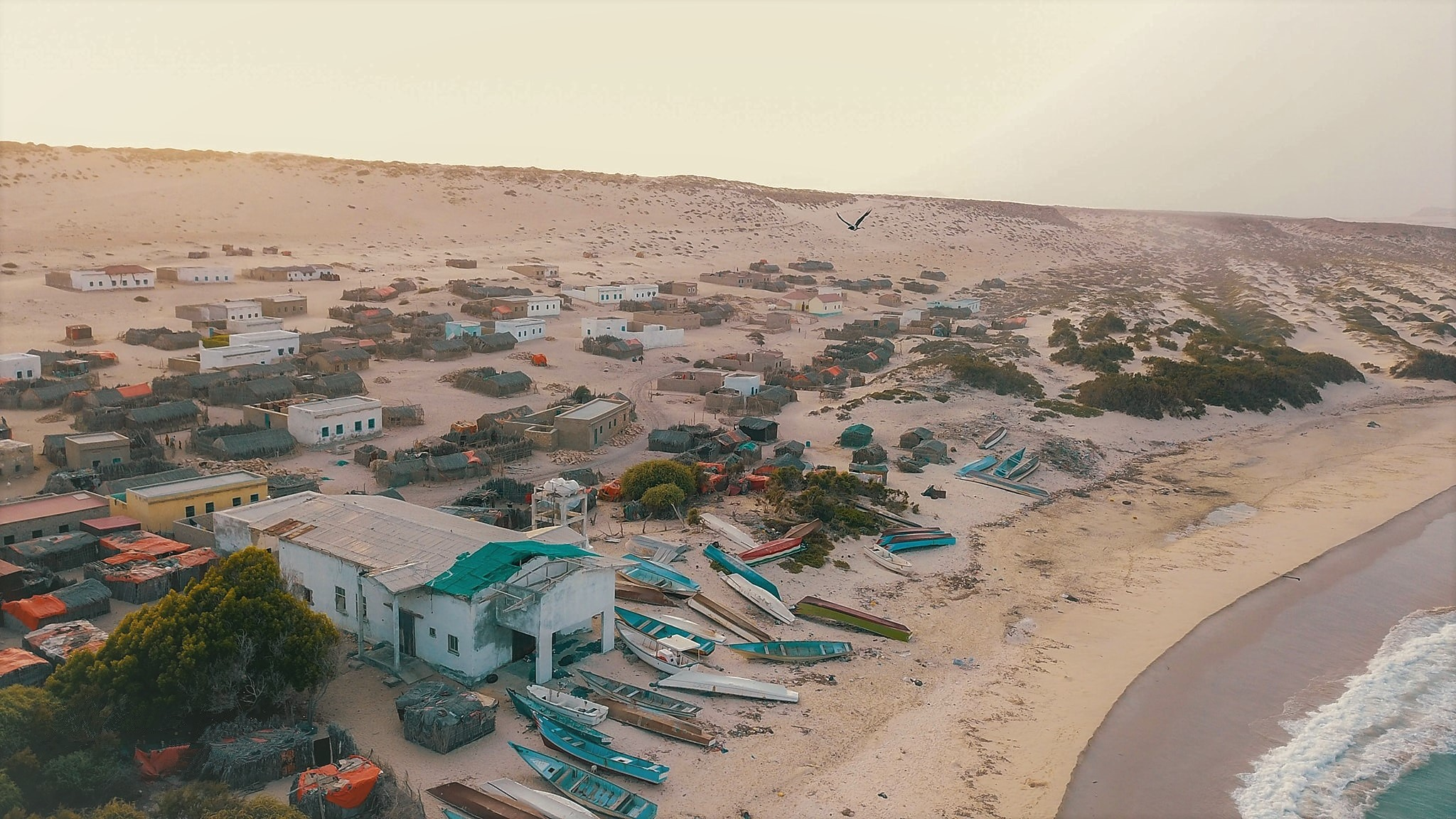
Tooxin

Климат пустынный; осадков практически нет, всего около 38 мм в год с небольшим «пиком» в ноябре в 19 мм, что составляет половину годового количества. Средняя годовая температура 27,6 °C. Самый теплый месяц — май со средней температурой 29,1 °C; самый прохладный месяц — февраль, в среднем 24,7 °C.
Вблизи посёлка Тохен нет порта; лодки вытаскиваются на берег. С 2006 года в прибрежных водах активизировались сомалийские пираты.
Тохен и соседний маяк Francesco Crispi изображены в романе Андрея Гусева «Однажды в Малинди» (в 22-й главе).